# Campionati europei di ciclismo su strada 2012 - Gara in linea femminile Under-23
La gara in linea femminile Under-23 dei Campionati europei di ciclismo su strada 2012 si è svolta l'11 agosto 2012 a Goes, nei Paesi Bassi, per un percorso di 129 km. La gara è stata vinta dalla belga Evelyn Arys, che ha terminato la gara in 3h13'43", alla media di 39,955 km/h.
Partenza con 85 cicliste, delle quali 58 conclusero la gara.

## Squadre partecipanti
| N.    | Cod. | Squadra     |
| ----- | ---- | ----------- |
| 1-9   | RUS  | Russia      |
| 10-12 | AUT  | Bulgaria    |
| 13-20 | BEL  | Belgio      |
| 21-22 | BLR  | Bielorussia |
| 23-29 | ESP  | Spagna      |
| 31    | EST  | Estonia     |
| 33-40 | FRA  | Francia     |
| 42-46 | GER  | Germania    |
| 47-49 | IRL  | Irlanda     |

| N.     | Cod. | Squadra     |
| ------ | ---- | ----------- |
| 50-57  | ITA  | Italia      |
| 58     | LAT  | Lettonia    |
| 59-66  | NLD  | Paesi Bassi |
| 67-71  | NOR  | Norvegia    |
| 73-77  | SUI  | Svizzera    |
| 79     | SWE  | Svezia      |
| 80-85  | UKR  | Ukraina     |
| 91-96  | POL  | Polonia     |
| 97-103 | LTU  | Lituania    |

## Ordine d'arrivo (Top 10)
| Pos. | Corridore            | Squadra     | Tempo    |
| ---- | -------------------- | ----------- | -------- |
| 1    | Evelyn Arys          | Belgio      | 3h13'43" |
| 2    | Barbara Guarischi    | Italia      | s.t.     |
| 3    | Kim de Baat          | Paesi Bassi | s.t.     |
| 4    | Valentina Scandolara | Italia      | s.t.     |
| 5    | Roxane Fournier      | Francia     | s.t.     |
| 6    | Amy Pieters          | Paesi Bassi | s.t.     |
| 7    | Agnė Šilinytė        | Lituania    | s.t.     |
| 8    | Anna Schnitzmeier    | Germania    | s.t.     |
| 9    | Natalia Mielnik      | Polonia     | s.t.     |
| 10   | Karolina Garczyńska  | Polonia     | s.t.     |